# Satanismo LaVey
O Satanismo LaVey, Satanismo de LaVeyn, Satanismo Filosófico ou ainda Satanismo Religioso foi fundado em 1966 por Anton Szandor LaVey. As doutrinas básicas deste satanismo se baseiam na ideia de que Satanás é um arquétipo (e não uma entidade), e na interpretação positiva de conceitos associados à simbólica das trevas. Também se baseiam no individualismo, na autoindulgência e na moral da pena do talião, com influências ritualísticas e cerimoniais do ocultista Aleister Crowley e de filosofias de pensadores como Friedrich Nietzsche e Ayn Rand. Empregando a terminologia de Crowley, os praticantes definem o satanismo como parte do "Caminho da Mão Esquerda" (termo originário do conceito hindu, "Vamamarga"), religiosa e filosoficamente, rejeitando o tradicional "Caminho da Mão Direita" (hindu: "Dakshinachara") que englobam religiões e doutrinas apelidadas por satanistas como "de luz branca", das quais a principal no ocidente seria o cristianismo por forte percepção de negação da vida e ênfase na culpa e na abstinência.
LaVey procura mostrar, por meio da Bíblia Satânica, o satanismo como uma forma de culto a si mesmo (i.e. autolatria ou egoteísmo):

Diga dentro do seu próprio coração, "Eu sou o meu próprio redentor. (Bíblia Satânica)

Justifica também que o uso de "imagens" no satanismo é um mero instrumento de acesso a potenciais ocultos inerentes ao ser humano e à realidade que o cerca, ainda que procure valorizar símbolos dos valores carnais e terrenos e da parte mais animalesca da natureza humana, negando assim que um culto propriamente dito:

É, além disso, facílimo de entender como uma certa espécie de adoradores do Demônio foi criada através das invenções dos teólogos. (Bíblia Satânica)

Essas justificativas, somadas às redefinições próprias de magia adotadas por LaVey, seriam o motivo do porquê não haveria contradição em invocações como as das Chaves Enoquianas presentes ao final da Bíblia Satânica:

Porque sou servo do vosso mesmo Deus, o verdadeiro adorador do altíssimo e inefável Rei do Inferno! (Bíblia Satânica)

Anton LaVey fundou a primeira e maior organização de suporte religioso ao satanismo, a Church of Satan (Igreja de Satanás), em 1966, e descreveu as crenças e práticas satânicas publicadas todas no livro The Satanic Bible (A Bíblia Satânica) em 1969. Segundo a Igreja de Satanás, há muitos satanistas pelo mundo, filiados e não-filiados, porém rejeita veementemente a legitimidade de quaisquer outras organizações de satanistas, chamando-as de cristãos-reversos e pseudo-satanistas. Embora o número exato de membros nunca tenha sido divulgado, estima-se que o número esteja em torno das dezenas de milhares.

## História
Na Noite das Bruxas (Walpurgisnächt) de 1966, Anton Szandor LaVey fundou a Igreja de Satanás. Ele já havia promovido eventos de leitura e grupos de estudos ocultistas em sua residência, à época conhecida como Black House ("Casa Negra") cobrando dois dólares por entrada. Com seus associados mais próximos, primeiro ele formou o Magic Circle ("Círculo Mágico"), para começar a fazer rituais coletivos de magia cerimonial. Com o tempo, foi sugerido a LaVey que ele tinha acumulado material e experiência suficiente para iniciar uma religião organizada.
Foi aí que a Igreja de Satanás atraiu grande publicidade. Com o uso de moças nuas como altares e performances de casamentos e velórios satânicos, LaVey trouxe grande atenção para a organização: raspou a cabeça, passou a se apresentar com um clérgima combinado a um amuleto prateado com o símbolo do pentagrama invertido (em paródia blasfema ao clérgima católico), e às vezes até  vestia chifres postiços para completar a imagem de diabo. Essa personalidade extravagante atraiu muitos seguidores e admiradores.
Em 1969, LaVey publicou The Satanic Bible (A Bíblia Satânica) que, até os dias de hoje, continua sendo a leitura canônica sobre o assunto do satanismo laveyano, descrevendo os conceitos básicos, a filosofia e os rituais da religião satânica. Um livro complementar, The Satanic Rituals (Os Rituais Satânicos), publicado em 1972, apresenta uma série de rituais e cerimoniais associados ao satanismo através dos tempos, mas não necessariamente ligados às crenças satânicas. LaVey também lançou outro livro para expandir sua ideologia, o The Satanic Witch (A Bruxa Satânica), antes publicado como The Compleat Witch (A Bruxa Habilidosa), e dois ensaios: The Devil's Notebook (O Livro de Atas do Diabo) e Satan Speaks! (Satanás Dá a Palavra!).
Desde a criação, muitos indivíduos tentaram recriar o sucesso de LaVey fundando novas organizações e afirmando-as como o "verdadeiro" satanismo, porém a maioria teve existência breve e acabou caindo no esquecimento. Alguns, entretanto, acabaram conseguindo sucesso, provavelmente por seus fundadores terem tido uma forte ligação com a Igreja de Satanás no passado. Geralmente as razões citadas para o rompimento com LaVey foram atritos ideológicos, a simonia da instituição, ou a busca por uma elitização e obscuridade anteriormente inexistentes. Um exemplo bastante notório é o Templo de Set, fundado em 1975 por Michael A. Aquino, ex-filiado da alta-roda da Igreja de Satanás, cuja principal discordância foi com o ateísmo prático de LaVey (Aquino acreditava que realmente existia uma divindade viva das trevas, que ele dizia ser o deus egípcio Seti).
A outra grande organização ligada à ideologia laveyana é a First Satanic Church (Primeira Igreja Satânica), fundada em 1999 pela filha de Anton LaVey, Karla LaVey. Ela argumenta que, após a morte do pai, a Igreja se distanciou do modus operandi original, tornando-se uma máquina com fins comerciais. Assim, a Primeira Igreja Satânica é considerada uma re-fundação da original.
Hoje, a Igreja de Satanás ainda é vista como a representação de facto do satanismo laveyano aos olhos do público, e novas publicações continuam a ser lançadas com reflexões e ensaios sobre como aplicar a filosofia satânica na atualidade.

## Crenças
Na Bíblia Satânica, Anton LaVey descreve Satanás como uma força motriz que traz equilíbrio à natureza.
Em seu mais importante ensaio, Satanism: The Feared Religion (Satanismo: A Religião Temida), o atual Sumo Sacerdote da Igreja de Satanás, Peter H. Gilmore, afirma:
Os satanistas não acreditam no sobrenatural, nem em Deus e nem no Diabo. Para o satanista, o satanista é o próprio Deus. Satanás é um símbolo do homem vivendo da forma como dita sua magnífica natureza carnal. A realidade por trás de Satanás é simplesmente a força sombria e evolutiva da entropia que permeia toda a natureza e dá os meios para a sobrevivência e propagação inerente a todas as coisas vivas. Satanás não é uma entidade consciente a ser adorada, mas um potencial dentro de cada ser humano para ser tomada à vontade. Assim, qualquer noção de sacrifício é rejeitada como uma aberração cristã — no satanismo não há divindades para as quais se sacrificar.
Satanás é citado como tendo aparecido na mitologia e na literatura pelo mundo como um trickster, um rebelde e uma figura procurando a destruição ou a escravidão do homem. Figuras como o grego Prometeu são tidas como perfeito exemplo das qualidades de Satanás, o rebelde orgulhoso. Satanás é visto como um indivíduo poderoso que age não se importando com o que os outros possam dizer. Ainda, a palavra satã vem do hebraico "adversário" ou "acusador" (ha-satan). Assim, combinando a tradicional imagem de rebeldia associada a Satã e outras divindades relacionadas, juntamente com o aspecto etimológico da palavra em si, os satanistas clamam ser adversários do comportamento de massa que eles definem como comportamento de manada, vendo-o como um entrave à individualidade, criatividade e progresso.
A função de Deus no satanismo laveyano é executada e satisfeita pelo próprio satanista, ou seja, toda a necessidade de adoração, rituais e foco religioso ou espiritual é auto-centrada, mas isto porque o satanismo laveyano defende a proposta de que, ao contrário dos que se dizem satanistas e fazem uso de círculos de proteção quando da invocação, o verdadeiro satanista deveria buscar um contato amistoso e sem restrições com as criaturas infernais:

"Segue-se à invocação de Satanás e dos Nomes Infernais (vide Livro de Leviatã) são agora lidos em voz alta pelo
sacerdote. Participantes deverão repetir cada nome infernal depois que ele tenha sido dito pelo sacerdote." (Bíblia Satânica)

Ainda tratando do direcionamento correto do poder infernal para o alvo do feitiço, LaVey ilustra que o satanista de sucesso não se comporta como os feiticeiros e bruxas incompetentes que fazem "encantamentos" ou invocam a "bênção" do Diabo sem consciência do que estão fazendo:

A bruxa que lança seu charme entre longas esperas pelo telefone, antecipando a chamada do seu desejoso
amor; o feiticeiro necessitado que invoca a bênção de Satanás, e então espera com alfinete e dedal controlar o sucesso; todos eles são exemplo de energia mágica maldirecionada! (Bíblia Satânica)

LaVey propõe que todos os deuses foram criação dos humanos, e não o contrário, e que dessa forma a adoração de uma divindade acaba sendo a adoração do próprio ser humano. Ele sugere que os satanistas racionais tratem a si mesmos como seus próprios deuses e adorem a si próprios: daí a máxima satanista, "eu sou meu próprio deus".
O satanismo laveyano deliberadamente evita a adoração de quaisquer divindades concebidas como entidades pessoais ou sobrenaturais. A crença em tais divindades externas é geralmente tida como fator de exclusão de alguém como satanista e, particularmente, a adoração da figura do Demônio é considerada simplesmente uma variação do cristianismo com seus valores invertidos, com seus praticantes devendo ser chamados de "adoradores do Demônio", e não satanistas.

## Filosofia

### Individualismo fundamental
LaVey se preocupou em frisar através da Bíblia Satânica que o satanismo não promove nem encoraja a crueldade e o comportamento irresponsável, afirmando que isto é uma representação produzida por teólogos e padres, embora defenda que, quando o satanista for atacado, destruir o desafeto por meio de malefícios mágicos é uma opção viável:
| “ | Ao caminhar em território aberto, não incomode ninguém. Se alguém o incomoda, peça-lhe que pare. Se ele não parar, destrua-o. | ” |

O satanista é visto como o equivalente do Übermensch do filósofo alemão Friedrich Nietzsche; LaVey dizia que "os satanistas nascem satanistas, ninguém os fabrica", e que "os satanistas têm uma doença chamada independência, que precisa ser encarada da mesma forma que o alcoolismo". Há fortes elementos progressistas e libertários nas doutrinas satânicas: a diversidade é encorajada, espera-se que cada um descubra sua própria sexualidade sem ser destratado por causa disso, tome consciência da própria personalidade e decida as próprias ambições e rumo na vida. Como já diti, por tamanho foco no individualismo, o satanismo é considerado uma religião do "Caminho da Mão Esquerda".

### Satanismo e autotransformação
Adeptos de religiões de negação da vida são muitas vezes tidos como autoabnegados em sua devoção à sua própria servilidade. Os adeptos do satanismo laveyano enxergam a demais religiões como uma promoção de relacionamento pessoal ou impessoal com o que as igrejas costumam chamar de "Deus". O satanismo apresenta uma oportunidade de autoidentificação com o conceito de "Deus", que é definido pelo próprio indivíduo. Na ritualística tradicional da Igreja de Satanás, foi dada grande atenção a detalhes de film noir como White Heat e  The Big Sleep ao sugerir formas de como se relacionar com esse ideal de autoidentidade baseado em formas deliberadamente pessoais. O satanismo encoraja o seguidor da religião a crescer através da própria vida e perceber como vai se adequando a ela.

### Virtuosidade satanista
A pena do talião é um dos alicerces fundamentais do satanismo laveyano. "Trate os outros como lhe tratam" suplantou a diretiva "trate os outros da forma que gostaria de ser tratado", de forma que você só mostra compaixão e piedade àqueles que mereçam. É uma regra reativa, se comparada à regra proativa do cristianismo; pela regra, amor, compaixão e simpatia não são desperdiçadas com ingratos; estes são dados apenas aos que o praticante considera merecedores. A religião satânica, da forma exposta por LaVey, é centrada quase que exclusivamente sobre o conceito de ser seu próprio deus; assim, valores e aquisições como amor, afeição e carinho, juntamente com os conceitos opostos como ódio e desprezo, devem ser disseminados a critério de cada indivíduo realmente satanista. Desta forma, é responsabilidade do indivíduo (e não de um deus, ou falta de alguma entidade maligna) tanto justificar quanto aceitar as consequências de suas ações. LaVey sentia que pessoas fortes e inteligentes desperdiçavam muito tempo em vampiros psíquicos — indivíduos fracos que sempre demandavam atenção e cuidado, sem nunca dar nada em troca. Ele ensinou aos satanistas que deve-se manter distância tanto quanto possível dessas pessoas de forma a se viver segundo os instintos e vontades individuais.

### As Nove Declarações Satânicas
(Retiradas da Bíblia Satânica)
1. Satanás representa indulgência ao invés de abstinência!
2. Satanás representa a existência vital ao invés de sonhos espirituais fantasiosos!
3. Satanás representa sabedoria imaculada ao invés de auto-ilusão hipócrita!
4. Satanás representa bondade para quem a merece ao invés de amor desperdiçado aos ingratos!
5. Satanás representa vingança ao invés de virar a outra face!
6. Satanás representa responsabilidade para o responsável ao invés de dar atenção a vampiros psíquicos!
7. Satanás representa o homem como outro animal, algumas vezes melhor, mas geralmente pior do que aqueles que caminham sobre quatro patas, e que, apesar de todo o "desenvolvimento espiritual e intelectual", tornou-se o animal mais vicioso de todos!
8. Satanás representa todos os assim-chamados pecados, pois levam à gratificação física, mental ou emocional!
9. Satanás tem sido o melhor amigo que a Igreja já teve, pois foi quem a manteve rica durante todos esses anos![13]

### As Onze Regras Satânicas da Terra
(Retiradas da Bíblia Satânica)
1. Não dê opiniões ou conselhos a menos que alguém os peça.
2. Não conte seus problemas aos outros a menos que você esteja certo de que eles estão dispostos a ouvi-los.
3. Quando no lar de alguém, demonstre-lhe respeito, caso contrário nunca vá lá.
4. Se um convidado em seu lar o irrita, trate-o com crueldade e sem piedade.
5. Não avance sexualmente a menos que lhe seja dado o consentimento.
6. Não pegue algo que não lhe pertença, a menos que seja um fardo para a outra pessoa ou que ela peça para ser livrada dele.
7. Esteja ciente do poder da magia se você a empregou com sucesso para obter seus desejos. Se você negar o poder da magia após tê-la utilizado, perderá tudo o que obteve.
8. Não reclame de nenhuma coisa a qual não precise se sujeitar.
9. Não faça mal a criancinhas.
10. Não mate animais não humanos a menos que você seja atacado ou que o animal seja utilizado como alimento.
11. Ao andar em território aberto, não perturbe ninguém. Se alguém o perturbar, peça para parar. Se ele não parar, destrua-o.[14]

### Os Nove Pecados Satânicos
(Retirados da Bíblia Satânica)
1. Estupidez — Está no topo da lista dos pecados satânicos. É o principal pecado do satanismo. É uma pena a estupidez não ser dolorosa. Uma coisa é ignorância, mas nossa sociedade incentiva a estupidez. Isso tem a ver com as pessoas indo onde quer que lhes é dito para ir. A mídia promove a estupidez como uma postura cultivada que não só é aceitável, como é louvável. Os satanistas precisam aprender a enxergar através do que lhes é dito e não concordarem em agirem como estúpidos.
2. Pretensão — Uma postura vazia pode ser muito irritante e não aplica as principais regras da Magia Menor. Está em pé de igualdade com a estupidez por manter o dinheiro circulando nos dias de hoje. Cada um é levado a se sentir como um fardo pesado, tendo dinheiro ou não.
3. Solipsismo — Projetar suas reações, respostas e sensibilidades em alguém é provavelmente bem menos responsável que você pode ser muito perigoso para os satanistas. É o erro de esperar que as pessoas lhe deem a mesma consideração, cortesia e respeito que você naturalmente as dá. Elas não darão. Ao invés disso, os satanistas precisam concentrar suas energias para aplicar o ditado "faça com os outros o que eles fazem com você". Dá trabalho para a maioria de nós e requer constante vigilância, mas lhe tira a ilusão confortável de que todos são como você. Como dito, certas utopias seriam ideais em uma nação de filósofos, mas infelizmente (ou talvez felizmente, de um ponto de vista maquiavélico) estamos bem distantes disso.
4. Auto-ilusão — Consta nas "Nove Declarações Satânicas", mas merece ser repetido aqui. É outro pecado principal. Não podemos nos curvar a quaisquer das vacas sagradas que nos são apresentadas, incluindo os papéis que esperamos desempenhar. A única ocasião onde a auto-ilusão é bem-vinda é por diversão, e com cuidado. Mas neste caso, não é auto-ilusão!
5. Conformismo de massa — É óbvio do ponto de vista satanista. Não há problema com os desejos de alguém, desde que eles os beneficie. Mas apenas os tolos seguem o bando, deixando uma entidade impessoal lhe dizer o que fazer. A chave é escolher um mestre sabiamente, ao invés de ser escravizado pelos caprichos de muitos.
6. Falta de perspectiva — Novamente, esta pode trazer grande dor para o satanista. Você jamais deve perder a visão de quem e o que você é, e que ameaça pode ser, por sua própria existência. Estamos fazendo história agora e a todo momento, todos os dias. Sempre tente manter uma ampla visão histórica e social na mente. Esta é uma importante chave tanto para a Magia Menor quanto para a Magia Maior. Veja os padrões e encaixe as coisas se você quer que as peças fiquem em seus devidos lugares. Não se abale pelas impressões da massa: tenha consciência de que você está trabalhando em um outro nível, além do resto do mundo.
7. Negligência de ortodoxias do passado — Esteja alerta de que esta é uma das chaves para a lavagem cerebral das pessoas de modo a aceitar algo diferente e novo, quando na realidade é algo que já foi aceito mas agora é apresentado numa nova embalagem. Deliramos com a genialidade do suposto criador e esquecemos do original. Isto forma a sociedade alienada.
8. Orgulho contraproducente — Esta segunda palavra é importante. Orgulho é bom, até a hora em que você começa a jogar o bebê fora junto com a água da banheira. A regra do satanismo é: se funciona para você, ótimo. Quando para de funcionar para você, quando você está no canto da parede e a única saída é dizer "sinto muito, cometi um erro, desejo que possamos nos ajustar de algum modo", então o faça.
9. Falta de estética — Esta é a aplicação física do fator de balanceamento. Estética é importante na Magia Menor e deve ser cultivada. É óbvio que ninguém pode ganhar dinheiro fora dos padrões clássicos de beleza e forma na maior parte do tempo, sendo assim desencorajados na sociedade consumista; mas uma atenção para a beleza, para o balanceamento, é uma ferramenta satanista essencial e precisa ser aplicada para a maior eficácia mágica. Não é o que é supostamente prazeroso: é o que realmente é. Estética é algo pessoal, reflete a natureza individual, mas existem configurações universalmente agradáveis e harmoniosas que não devem ser negadas.[15]

## Magia Satânica
A magia, conforme praticada no satanismo laveyano, é definida no Livro de Belial da Bíblia Satânica, como "a mudança de situações ou eventos em concordância com a vontade do indivíduo que, usando métodos normalmente aceitos, não ocorreriam". Esta definição incorpora dois tipos de magia muito distintos: magia menor (inglês: lesser magic, isto é, manipulativa e situacional) e magia maior (greater magic, isto é, ritualística e cerimonial). O satanismo laveyano, entretanto, não descreve a magia moralmente, e não acredita na dicotomia "branca" (boa) de "negra" (maligna). Para LaVey, "magia é magia, seja usada para ajudar ou atrapalhar". Essa neutralidade é oriunda do ponto de vista filosófico de Anton LaVey de um universo pessoal e amoral.

### Magia Menor
A magia menor é um sistema de manipulação que incorpora um ou mais dos três temas psicológicos principais: sexo, sentimento e assombro. O primeiro tema é auto-explicativo — sedução sexual é o principal meio de manipular outren; o termo "sentimento" refere-se a ideias ou impressões de inocência ou aquelas que inspirem contentamento, compaixão ou que agrade; e "assombro" na maioria das vezes denota ideias de austeridade e respeito ou impressões que provoquem medo ou submissão da outra parte. Os temas podem ser combinados, quando apropriado, para multiplicar o impacto psicológico ao aumentar o número de respostas emocionais simultâneas do recipiente. Para construir as teorias satânicas de magia menor, Anton LaVey parece ter se inspirado, ao menos em parte, no livro The Command to Look, do fotógrafo William Mortensen, capitalizando suas estratégias, e incentivando o praticante do satanismo a expandir quaisquer um dos três grandes temas que ele naturalmente exiba.
LaVey posteriormente expandiu esse sistema de manipulação no livro The Satanic Witch. O livro foi escrito da perspectiva de uma mulher porque LaVey acreditava que as mulheres poderiam aplicar essas teorias mais efetivamente, porém o livro também é útil a homens. Ele relaciona ideias trabalhadas da observação de como sortistas e donos de circos e parques de diversões manipulavam os consumidores. The Satanic Witch também sugere o LaVey Synthesizer Clock (Relógio Sintetizador de LaVey), uma forma de somatotipia que adiciona um quarto tipo corporal, o "feminino". O sintetizador é usado na identificação da personalidade de modo a saber a melhor maneira de manipular uma pessoa através das características geralmente associadas com seus tipos e a que LaVey se referia como suas personalidades "demoníacas", ou seu oposto no relógio.

### Magia Maior
A magia maior envolve ritual e cerimônia de modo a focar a energia emocional para um propósito específico. O Ritual Satânico varia enormemente de satanista para satanista, com um formato básico e tradicional detalhado na Bíblia Satânica e que pode ser alterado e adaptado à vontade para atender às necessidades de cada indivíduo. Novamente, também isso é para contrastar com os rituais de igrejas como a católica, cujos ritos quando criados necessitam de aprovação pontifícia para terem validade. 
Satanistas são encorajados a usar quaisquer meios que se encaixem em suas necessidades psicológicas e emocionais para levar o trabalho a um clímax de exaustão completa. Note-se que a Igreja de Satanás afirma que o conhecimento da magia menor contribui para o conhecimento da magia maior.
O ritual do satanismo laveyano é, via de regra,  conduzido dentro de uma sala de ritos específica que os satanistas chamam de "câmara de descompressão intelectual". O motivo do nome é por que o planejamento cuidadoso da forma do ritual de acordo com considerações racionais de quais significados e meios serão usados deve ser executada apenas antes do início dos rituais; durante o ritual, o ceticismo e a descrença são voluntariamente suspensos, permitindo aos magos expressar totalmente suas necessidades e frustrações sexuais ou emocionais, focando em nada além de seus sentimentos verdadeiros e profundos, para somente ao final da cerimônia, quando estiver totalmente exaurido, poder encerrá-la formalmente e o satanista voltar ao estado habitual e às atividades cotidianas. Também é dito que no satanismo compreende-se que a magia maior funciona melhor num grupo pequeno e comprometido do que num grupo grande e que se distrai facilmente.
A magia maior, da mesma forma que a menor, emprega um ou mais de um dos grandes temas psicoemotivos: luxúria (sexo), compaixão (sentimento) e destruição (assombro). LaVey disserta sobre os métodos de forma a focar nessas motivações. Rituais de luxúria podem envolver masturbação, tendo o orgasmo como objetivo. Rituais de compaixão são direcionados a evocar piedade ou tristeza, e o choro é fortemente encorajado. Rituais de destruição envolvem a aniquilação simbólica de um inimigo com alguma representação física, que é envolvida e destruída no ritual com algum tipo de esmagamento, despedaçamento ou fogo. A magia maior também lembra a menor pela possibilidade de combinar mais de um dos três grandes temas emocionais, quando apropriado, de forma a maximizar o sucesso do trabalho. Em quaisquer dos casos, a auto-expressão completa e à exaustão é encorajada para o sucesso do Ritual Satânico.
É dada grande ênfase na evocação e na música. A última parte da Bíblia Satânica é dedicada a invocações e às dezenove Chaves Enoquianas, originalmente escritas por John Dee e adaptadas por Anton LaVey através da retirada de termos sacros e substituição por nomes e imagerias diabólicas. A música é encorajada porque é tida como facilitadora da manipulação de emoções, o que contribui para o sucesso dos rituais, fortemente atrelados à expressão emocional.

### A missa negra
A "missa negra", uma oposição simbólica à Igreja usada no passado, não é mais rezada pelos satanistas, conforme Anton LaVey explicou em uma entrevista para a Occult America. Ele não deu continuidade às dramatizações executadas nas missas negras originais. "Aquilo", explicou, "eram psicodramas de época, para as pessoas precisavam deles. Eles expressavam sua oposição, sua rebelião contra a igreja estabelecida. Nossos rituais foram subitamente modificados para expressar as necessidades de nossa era em particular."
Anton LaVey escreveu na Bíblia Satânica, no capítulo do Livro de Lúcifer intitulado "A Missa Negra":
| “ | Geralmente assume-se que a cerimônia ou serviço satanista é sempre chamado de missa negra. Uma missa negra não é uma cerimônia mágica praticada pelos satanistas. O satanista veria uma missa negra como uma espécie de psicodrama. Mais ainda, uma missa negra não necessariamente implica somente em praticantes satanistas. Uma missa negra é essencialmente uma paródia do serviço religioso da Igreja Católica Romana, mas pode vagamente ser vista como uma sátira a qualquer outra cerimônia religiosa. | ” |

LaVey chegou até a considerar a missa negra uma redundância, e comumente comete-se o erro de se pensar que a Igreja de Satanás reza missas negras; entretanto, fazer uso de velas pretas e beijar as nádegas do Demônio (ambas práticas mencionadas no capítulo) seriam práticas contraditórias para um satanista. 
Aos que ainda têm curiosidade de como seria uma missa negra aos moldes do satanismo laveyano, LaVey apresentou uma versão no livro Os Rituais Satânicos, de 1972, que foi a que ele costumava rezar em 1966 quando ainda mantinha o Círculo Mágico na Casa Negra e estava prestes a raspar sua cabeça e anunciar o primeiro Anno Satanas. Após isso, para celebrar a fundação da Igreja de Satanás, LaVey convidava seus seguidores proeminentes para rezar missas negras nas noites de sexta-feira na Casa Negra.

## Feriados Satânicos
A mais importante solenidade satânica do ano é a data de aniversário do próprio satanista, uma vez que representa a data de nascimento de seu próprio deus. A data funciona como um lembrete para que o satanista, comprometido com a verdadeira e única vida que existe, deve considerar a si próprio como a pessoa mais importante dela. LaVey recomenda que o satanista celebre seu próprio aniversário da maneira que quiser, com tanta pompa e cerimônia quanto ache necessário. A celebração satânica do próprio aniversário pode assim ser considerada uma paródia das festividades das religiões "de luz branca", como chamam, ao redirecionar para si próprio  uma comemoração que deveria ser restrita a entidades sagradas.
Depois do próprio aniversário, três feriados satânicos foram enumerados por Anton LaVey na Bíblia Satânica, embora não sejam considerados "sagrados" per se. Entre tais feriados está a Noite das Bruxas, chamada nos Estados Unidos e na Europa de Walpurgisnächt, que em adição ao significado ocultista carregado pela data, também marca o aniversário de fundação da Igreja de Satanás em 1966, ou Anno I A.S. (Anno Satanas, do latim: "Ano de Satanás", uma paródia da sigla cristã A.D., Anno Domini ou "Ano do Senhor"). Esta data é comumente celebrada por satanistas em rituais de grupo privados, festas privadas ou celebrações de família, para comemorar a fundação da Igreja de Satanás.
LaVey também menciona os solstícios de verão e inverno, e os equinócios da primavera e outono como feriados menores. Estes são geralmente celebrados em pequenas festas ou rituais privados. Entretanto, eles também são usados para substituir feriados populares que, apesar de satanistas evitarem por causa da temática cristã, não deixam de aproveitar a celebração (dada as origens pagãs de muitas delas).
O Dia das Bruxas (Hallowe'en) também é bastante celebrado pelos satanistas, mas tipicamente há muito menos significância ocultista atrelada à data do que a maioria das pessoas imagina. O Dia das Bruxas é uma data popular tanto para cerimônias privadas quanto de grupo, mas é também uma data popular para os satanistas manterem festas privadas sem qualquer outro propósito além de aproveitar a diversão com o macabro que é normalmente celebrada pelo grande público. Quando muito, os satanistas encaram a data com bom humor e senso de ironia.
O satanismo não proíbe especificamente a celebração de qualquer feriado ou festa mantido por outras culturas ou mesmo religiões. Não é de fato inteiramente incomum para alguns satanistas celebrar festas tipicamente cristãs como o Natal, embora as conotações religiosas cristãs costumem ser ignoradas. Muitos satanistas, entretanto, tratam feriados como o Natal como festejos sazonais (no caso do Natal, o solstício de dezembro), ou mesmo ignoram totalmente essas datas.
Fora isso, no dia 6 de junho de 2006 (6/6/6), uma Missa Negra Solene foi rezada pelo Sumo Sacerdócio da Igreja de Satanás em Hollywood, Califórnia, Estados Unidos. Esta celebração teve um número limitado de cem convidados e foi organizada como uma forma de zombar da crendice e do medo popular acerca da data e do número 666. A data 6 de junho de 2006 não possui nem nunca possuiu nenhum significado para o satanismo, nem o número 666. O evento foi documentado e muitos membros da Igreja de Satanás foram entrevistados pela BBC, sob permissão, e filmagens de partes da missa estão disponíveis em sites como o Youtube.